# Elfriede Kuzmany
Elfriede Kuzmany (* 29. September 1915 in Rokitnitz; † 17. Juli 2006 in München) war eine österreichische Schauspielerin.

## Bühne
Nach dem Schulabschluss besuchte die aus Ost-Böhmen stammende Elfriede Kuzmany zunächst die Wiener Kunstakademie, wo sie Malerei und Graphik studierte. Später verlagerte sie ihren künstlerischen Schwerpunkt auf die Schauspielerei und wechselte an die Akademie für Musik und darstellende Kunst in Wien. Ein erstes Bühnenengagement führte sie 1938 an das Wiener Theater in der Josefstadt, dessen Ensemble sie bis 1944 angehörte. Zudem gab sie Gastspiele am Deutschen Theater Berlin und an den Berliner Kammerspielen. 1947 wurde sie an die Kammerspiele Bremen engagiert, die sie zwei Jahre später verließ, um für lange Jahre am Bayerischen Staatsschauspiel München eine künstlerische Heimat zu finden. Zwischen 1949 und 1979 spielte sie dort zahlreiche Charakterrollen, die den Beifall der Theaterkritik auch international fanden – so 1966 bei einem Gastspiel von Gerhart Hauptmanns Die Ratten in New York. Unter der Regie namhafter Theaterpersönlichkeiten wie Douglas Sirk, Fritz Kortner und Heinz Hilpert verkörperte Kuzmany große Bühnenrollen wie Die heilige Johanna George Bernard Shaws, die Kunigunde in Heinrich von Kleists Käthchen von Heilbronn, die Titelrolle in Federico García Lorcas Doña Rosita bleibt ledig, die Olga in Anton Tschechows Drei Schwestern und die Elisabeth in Schillers Maria Stuart. Nach 1979 wirkte die 1959 zur Staatsschauspielerin ernannte Elfriede Kuzmany vor allem in Film- und Fernsehproduktionen mit und gastierte nur noch selten am Theater, u. a. bei den Ruhrfestspielen Recklinghausen, an der Freien Volksbühne Berlin und an den Münchner Kammerspielen. Für ihre ungewöhnliche Darstellung des Narren in Shakespeares König Lear erhielt sie 1981 den Bad-Hersfeld-Preis. Für ihre Verdienste um die Bühne wurde sie zudem 1999 mit dem Bayerischen Maximiliansorden ausgezeichnet.

## Film, Fernsehen und Hörfunk
Bereits 1939 gab Elfriede Kuzmany in einer kleinen Rolle unter der Regie von Erich Engel ihr Spielfilmdebüt (Hotel Sacher). In den Folgejahren blieb sie jedoch ein seltener Gast in Filmproduktionen, u. a. neben Werner Krauß in Der fallende Stern und neben Gustav Fröhlich in Haus des Lebens. Ab Ende der 1950er Jahre wirkte sie in verschiedenen Fernsehadaptionen von Bühnendramen wie Shaws Androklus und der Löwe und Pedro Calderón de la Barcas Dame Kobold mit. Ein erster großer Filmerfolg gelang ihr 1962 als Frau Mertens in Rolf Thieles Komödie Das schwarz-weiß-rote Himmelbett, für die sie 1963 den Bundesfilmpreis als beste Nebendarstellerin erhielt. Ab Ende der 1970er Jahre wandte sich Elfriede Kuzmany verstärkt der Arbeit in Film und Fernsehen zu. Sie spielte unter der Regie von Hans W. Geissendörfer (Sternsteinhof) und Vadim Glowna (Das rigorose Leben), neben Michel Piccoli (Tödliches Geld) und Bruno Ganz (Erfolg – nach Lion Feuchtwanger), in Ralph Giordanos Drama Die Bertinis und gemeinsam mit Manfred Steffen als Protagonistin der schönsten Liebesgeschichte des Jahrhunderts. Daneben gab sie auch Gastauftritte in verschiedenen Fernsehserien und -reihen wie Tatort, Der Kommissar, Derrick, Polizeiinspektion 1 und Der Alte. Darüber hinaus lieh sie in einer Zeichentrickversion von Otfried Preußlers kleinem Gespenst der Hauptfigur ihre Stimme. 1997 stand Elfriede Kuzmany neben Martin Benrath und Lola Müthel in dem Fernsehfilm Eine Herzensangelegenheit ein letztes Mal vor der Kamera.
Ab 1947 war sie auch häufiger in Hörspielproduktionen aufgetreten. Man konnte sie u. a. 1948 als Partnerin von Fritz Kortner in Dantons Tod erleben oder 1949 als Ehefrau von Heinz Rühmann in der Komödie Du kannst mir viel erzählen. 1955 waren Maria Becker und Will Quadflieg ihre Partner in Sappho. Ein Trauerspiel. In späteren Jahren sprach sie Hauptrollen neben  Paul Hoffmann und Klausjürgen Wussow in Eines langen Tages Reise in die Nacht (1975) und 1993 mit Karl Walter Diess in Jena.

## Sonstiges
Im fortgeschrittenen Alter wandte sich Elfriede Kuzmany auch wieder der bildenden Kunst zu. Sie fertigte zahlreiche Graphiken, Aquarelle und Zeichnungen, die bei verschiedenen Vernissagen in Berlin, München und Wien ausgestellt wurden.
1985 verfasste sie unter dem Titel Der Anti-Antifaust oder wie man Goethes „Faust“ abschaffen könnte oder Scherz, Satire, Irr-Regie, untiefere Bedeutung: ein fiktives Regiebuch eine künstlerische Abrechnung mit dem Regie-Theater.
Am 17. Juli 2006 starb Elfriede Kuzmany nach langer, schwerer Krankheit in München.

## Auszeichnungen (Auswahl)
- 1959 Ernennung zur Staatsschauspielerin
- 1963 Bundesfilmpreis für die beste Nebenrolle in Rolf Thieles Das schwarz-weiß-rote Himmelbett
- 1981 Hersfeld-Preis für die Rolle des Narren in König Lear (Shakespeare)
- 1989 Schwabinger Kunstpreis[1]
- 1999 Bayerischer Maximiliansorden für Wissenschaft und Kunst

## Filmografie (Auswahl)
- 1939: Hotel Sacher
- 1950: Der fallende Stern
- 1952: Haus des Lebens
- 1957: Ein Fremder kam ins Haus
- 1958: Androklus und der Löwe
- 1959: Dame Kobold
- 1959: Johanna aus Lothringen
- 1960: Schatten der Helden
- 1960: Fährten
- 1962: Das schwarz-weiß-rote Himmelbett
- 1964: Kennwort: Reiher
- 1968: An Einzeltischen
- 1968: Madame Legros
- 1975: Derrick – (Folge 7: Madeira)
- 1976: Sternsteinhof
- 1977: Polizeiinspektion 1 – (Folge 13: Der Föhn)
- 1978: Derrick – (Folge 50: Die verlorenen Sekunden)
- 1978: Der Alte – (Folge 19: Der schöne Alex)
- 1982: Derrick – (Folge 95: Das Alibi)
- 1983: Dies rigorose Leben
- 1983: Der Alte – (Folge 82: Fluchthilfe)
- 1984: Gespenstergeschichten: Ambrose Temple
- 1985: Ich knüpfte manche zarte Bande
- 1988: Der Schatz im Niemandsland – Fernseh-Mehrteiler
- 1988: Der Alte – (Folge: Ein ganz gewöhnlicher Mord)
- 1989: Die Bertinis
- 1991: Die schönste Liebesgeschichte des Jahrhunderts
- 1991: Erfolg
- 1992: Das kleine Gespenst
- 1995: Tödliches Geld
- 1996: Tatort – Freitagsmörder
- 1997: Eine Herzensangelegenheit

## Hörspiele
- 1947. Die Venus von Ille (Die Braut) – Regie: Inge Möller
- 1948: Dantons Tod (nach Georg Büchner) (Julie, Dantons Gattin) – Regie: Walter Ohm
- 1949: Du kannst mir viel erzählen (Marianne) – Regie: Ulrich Erfurth
- 1949: Leonce und Lena (nach Georg Büchner) (Prinzessin Lena vom Reiche Pipi) – Regie Inge Möller
- 1949: Herr Lamberthier (Germaine) – Regie: Gert Westphal
- 1954: Leonhard Frank: Die Ursache (Mädchen Lily) – Regie: Walter Ohm (Hörspiel – BR)
- 1955: Sappho. Ein Trauerspiel (nach Franz Grillparzer) (Melitta) – Regie: Wilhelm Semmelroth
- 1974: Das Duell (nach Anton Tschechow) (Mascha Konstantinowna Bitjugowa) – Regie: Klaus Gmeiner
- 1975: Eines langen Tages Reise in die Nacht (nach Eugene O’Neill) (Mary Tyrone) – Regie: Klaus Gmeiner
- 1975: Bunbury (nach Oscar Wilde) (Miss Prism) – Regie: Klaus Gmeiner
- 1982: Morgen, Liebste, wissen wir mehr (Fräulein Heidenreich) – Regie: Ernst Wendt
- 1983: Über allen Gipfeln ist Ruh (Ann) – Regie: Frank Erich Hübner
- 1984: Marmorengel – Regie: Heinz Hostnig
- 1993: Jena (Susanne Schneider, Schauspielerin) – Regie: Klaus Gmeiner

## Werke (Auswahl)
- Der Anti-Antifaust oder wie man Goethes „Faust“ abschaffen könnte oder Scherz, Satire, Irr-Regie, untiefere Bedeutung: ein fiktives Regiebuch, München: Obalski 1985.